# Doliogethes ovatus
Doliogethes ovatus är en tvåvingeart som först beskrevs av Mario Bezzi 1921.  Doliogethes ovatus ingår i släktet Doliogethes och familjen svävflugor. Inga underarter finns listade i Catalogue of Life.